# 道本湖
46°24′50″N 7°37′14″E / 46.41389°N 7.62056°E

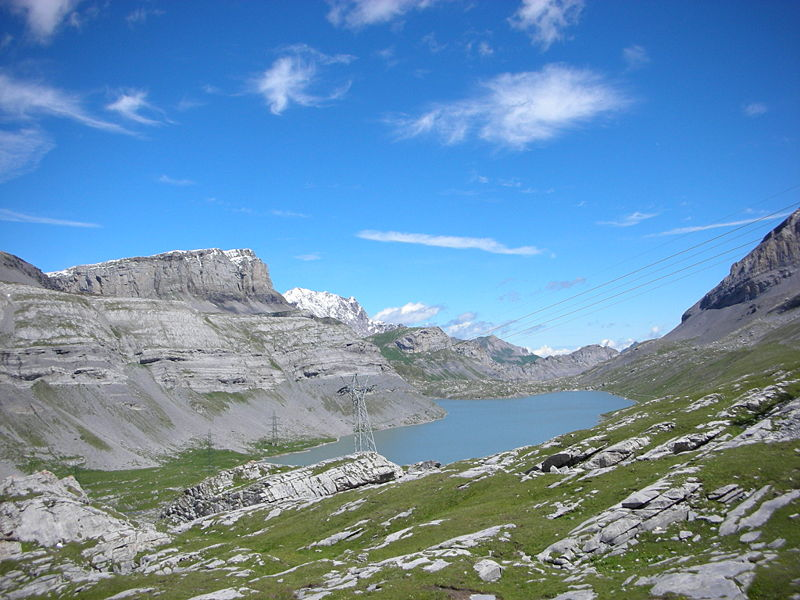

道本湖（Daubensee），是瑞士的湖泊，位於該國西南部，由瓦萊州負責管轄，長1.7公里、寬0.4公里，面積0.7平方公里，海拔高度2,205米，每年平均降雨量1,585毫米。